# Cape Breton (Nova Escócia)
Cape Breton ou oficialmente Município Regional de Cape Breton, é um município localizado na província da Nova Escócia, no leste do Canadá. É a segunda maior cidade da província, com 94.285 habitantes, atrás somente de Halifax, que tem 403 mil habitantes. É o centro econômico da Ilha Cape Breton, no norte da província.